# 米澤翼
米澤 翼（よねざわ つばさ、1985年1月5日 - ）は、宮崎県出身のプロバスケットボール選手である。ポジションはガード。2010年にbjリーグの宮崎シャイニングサンズと契約しプロ選手となり、2016-2017シーズン終了をもって引退した。

## 来歴
中学1年生の時にバスケットボールを始める。
都城農業高校から九州産業大学、宮崎県連盟1部所属のクラブチームのMTCを経て、2010年7月にbjリーグの宮崎シャイニングサンズのトライアウトに参加し、練習生となる。その後選手契約に至り、2010-11シーズンは19試合に出場。2011-12シーズンも宮崎と契約。チームの主力に成長し、出場51試合中42試合でスターターを務めるなどプレイタイムが大幅に増加した。
2012-13シーズンは浜松・東三河フェニックスに移籍し、44試合に出場して1試合平均5.3得点。背番号は27。
2013年7月、高松ファイブアローズに移籍。背番号は25。2013-14レギュラーシーズン全52試合に出場した。オフに高松と2年契約を締結し、2014-15シーズンより2シーズン主将を務める。
2016年7月、サイバーダイン茨城ロボッツに移籍。2016-17シーズン終了をもって契約満了となり、現役を引退した。粘り強いディフェンスやランニングプレイなどを得意とした。

## 記録
| シーズン         | チーム | GP | GS | MPG  | FG%  | 3P%  | FT%  | RPG | APG | SPG | BPG | TO  | PPG |
| ---------------- | ------ | -- | -- | ---- | ---- | ---- | ---- | --- | --- | --- | --- | --- | --- |
| bjリーグ 2010-11 | 宮崎   | 19 | 0  | 1.4  | .267 | .167 | .200 | 0.2 | 0.1 | 0.0 | 0.0 | 0.3 | 0.6 |
| bjリーグ 2011-12 | 宮崎   | 51 | 42 | 20.1 | .396 | .339 | .703 | 1.4 | 1.0 | 0.6 | 0.0 | 0.8 | 6.1 |
| bjリーグ 2012-13 | 浜松   | 44 | 39 | 17.6 | .353 | .266 | .828 | 1.1 | 1.1 | 0.7 | 0.1 | 1.0 | 5.3 |
| bjリーグ 2013-14 | 高松   | 52 | 50 | 24.8 | .347 | .326 | .770 | 1.8 | 1.3 | 0.9 | 0.0 | 1.6 | 6.8 |
| bjリーグ 2014-15 | 高松   | 46 |    | 21.5 | .390 | .330 | .690 | 1.6 | 0.7 | 0.8 | 0.1 | 1.0 | 5.6 |
| bjリーグ 2015-16 | 高松   | 35 |    | 20.3 | .432 | .324 | .565 | 1.4 | 1.5 | 1.0 | 0.1 | 1.5 | 5.6 |
| B2リーグ 2016-17 | 茨城   |    |    |      |      |      |      |     |     |     |     |     |     |